# أمار سين
أمار سين أو بور سين هو ثالث ملوك سلالة أور الثالثة وهو ابن الملك شولغي. حكم أمار سين لمدة 9 سنوات تمكن من السيطرة على مدينة أوربيلوم (أربيل حالياً) ومناطق أخرى : شاشروم وشوروضوم وبيتوم رابيوم وجبرو وهوهنوري وبذلك كون ثاني إمبراطورية في بلاد الرافدين بعد الإمبراطورية الأكدية ومات سنة 1973 ق م وخلفه شو سين.